# Ramon Masó i Vallmajó
Ramon Masó i Vallmajó (Olot, 27 d'octubre de 1987) és un futbolista català, que ocupa la posició de defensa.
Va debutar a primera divisió amb el FC Barcelona, en un partit de la campanya 05/06, mentre compaginava les seues aparicions amb el Barça C. No té continuïtat al conjunt blaugrana i recala al Girona FC. Posteriorment ha militat a la UD Cassà i a la UE Sant Andreu.

## Palmarès

### FC Barcelona
- 1 Lliga espanyola (2005/2006)